# Волик Олег Володимирович
Волик Олег Володимирович (нар. 5 жовтня 1958) — український письменник, член Національної спілки письменників України з 1999 року.

## Короткий життєпис
Волик Олег Володимирович народився у с. Левенцівка Новомосковського району Дніпропетровської області.
Закінчив Дніпропетровський медичний інститут. Працює лікарем-експертом Дніпропетровської міської лікарні № 6.

## Відзнаки
Дипломант конкурсу молодих прозаїків України (Львів, 1995). 
Лауреат літературних премій імені О. Кравченко (Девіль) та В. Підмогильного.
Пише українською мовою.

## Книги
- «Вулканалії»,
- «Кліо і Фантаз»,
- «Разом з магами і характерниками»,
- «В інтересах містера Ейч Джі»,
- «Моржова гітара».